# Tổ chức chính trị - xã hội - nghề nghiệp
Tổ chức chính trị - xã hội - nghề nghiệp là một loại pháp nhân phi thương mại ở Việt Nam.

## Danh sách Tổ chức chính trị - xã hội - nghề nghiệp ở Việt Nam
Danh sách này không đầy đủ, bạn cũng có thể giúp mở rộng danh sách.
- Hội Luật gia Việt Nam
- Hội Nhà báo Việt Nam[1]
- Hội Nhạc sĩ Việt Nam
- Liên hiệp các Hội Khoa học và Kỹ thuật Việt Nam
- Liên hiệp các Hội Văn học nghệ thuật Việt Nam
- Hội Nông dân Việt Nam
- Hội Vô tuyến - Điện tử Việt Nam
- Hội y học cổ truyền